# 李迪 (天順進士)
李迪，河南省陳州府扶溝縣人，明朝政治人物、進士出身。

## 生平
天順八年，登進士，官至户部主事。